# Nicolas Iadrintsev
Nikolaï Mikhaïlovitch Iadrintsev (Russe : Николай Михайлович Ядринцев), né le 18 octobre 1842 à Omsk, en Russie, mort le 7 juin 1894, à Barnaoul, était un archéologue, explorateur et turcologue russe. Il a notamment découvert l'Alphabet de l'Orkhon, la capitale de Gengis Khan, Karakorum et la capitale du Khanat ouïghour, Ordu-Baliq.
Il fait partie de l'intelligentsia russe qui dénonça le colonialisme de l'Emprire russe sur les peuples autochtones de Sîbérie.